# Krzysztof Wołczek
Krzysztof Wołczek (Breslavia, 17 aprile 1979) è un ex calciatore polacco, di ruolo difensore.

## Carriera

### Club
Nel 2004 si trasferisce allo Śląsk Breslavia, squadra della sua città natale.

## Palmarès

### Giocatore

#### Club

##### Competizioni nazionali
- Ekstraklasa: 1

Śląsk Breslavia: 2011-2012